# JWH-210
JWH-210 – organiczny związek chemiczny, substancja psychoaktywna i analgetyk z grupy syntetycznych kannabinoidów. Jest silnym agonistą receptorów kannabinoidowych o stałych powinowactwa Ki 0,46 nM do receptora CB1 i 0,69 nM do CB2. Wśród innych podobnych związków z podstawnikiem w pozycji 4 przy naftalenie, jak na przykład JWH-122, JWH-182 i JWH-081, JWH-210 charakteryzuje się jednym z najwyższych powinowactw do receptora CB1. Związek ten został odkryty przez Johna W. Huffmana – od jego nazwiska pochodzi nazwa JWH dla tej rodziny kannabinoidów. Ze względu na wykrycie JWH-210 w dopalaczach, został on uznany w Polsce w 2011 roku za środek odurzający grupy I-N. Został on również zdelegalizowany w innych państwach, m.in. w Szwecji